# Monotype (estampe)
Pour les articles homonymes, voir Monotype.

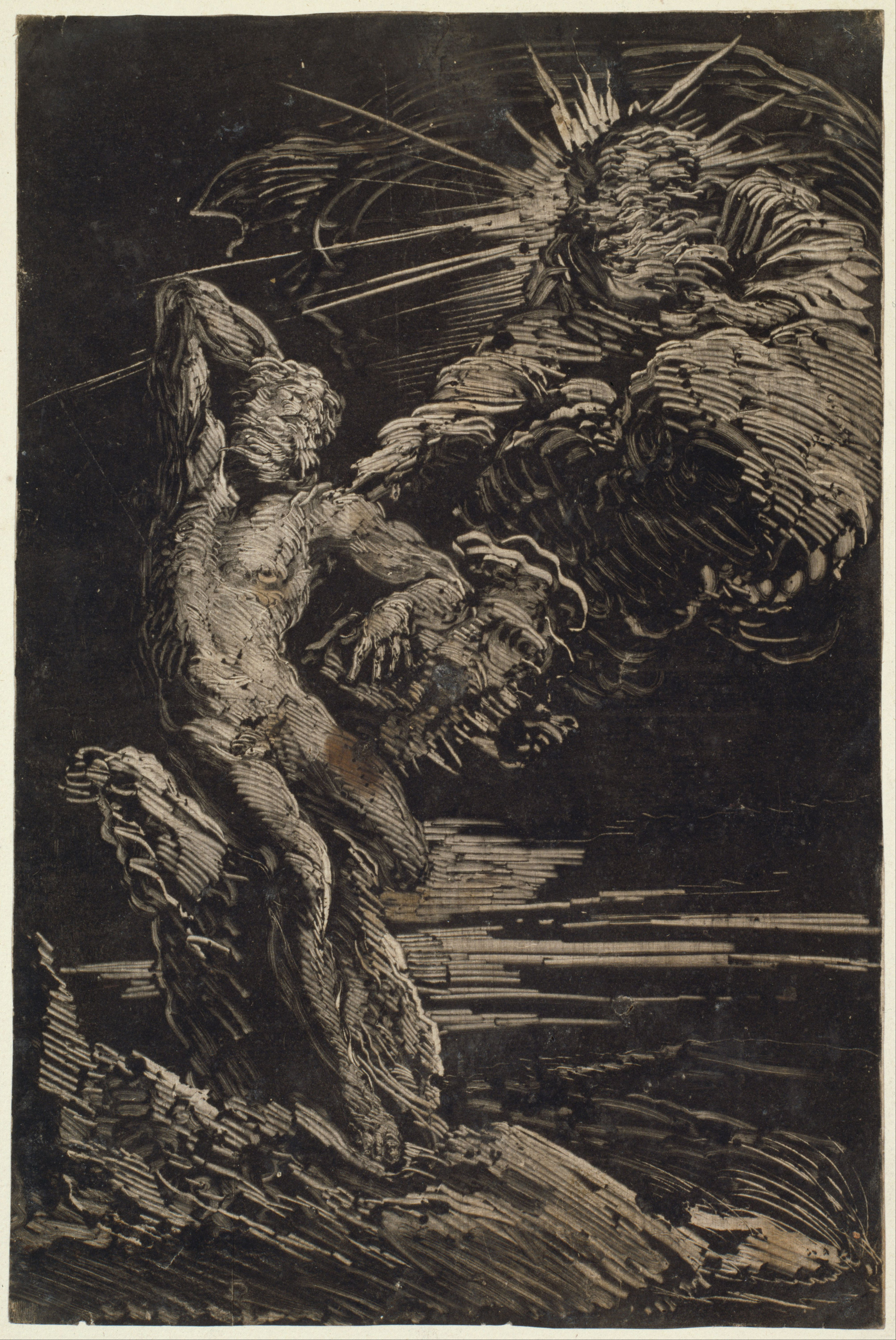
Giovanni Benedetto Castiglione, La Création d'Adam (vers 1642), monotype, Art Institute of Chicago.

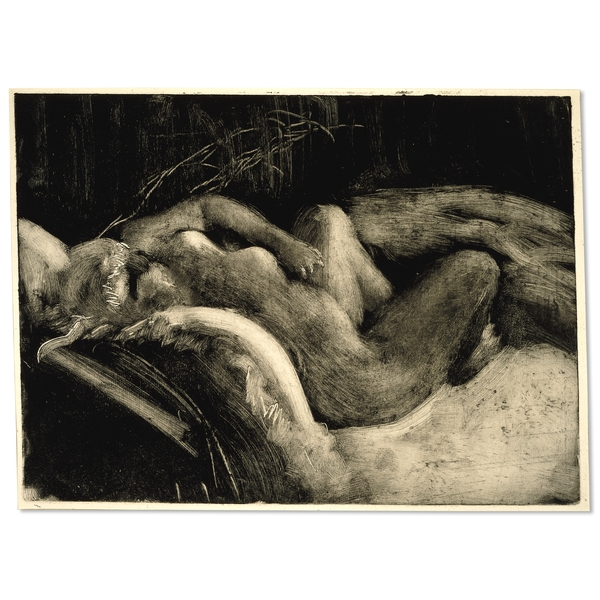
Edgar Degas, Le Sommeil (1883-1885), monotype, Londres, British Museum.

Le monotype, en estampe, est un procédé d'impression sans gravure qui produit un tirage unique. Il consiste à peindre à l’encre typographique, à la peinture à l’huile, ou à la gouache, sur un support non poreux comme du verre, du métal ou du plexiglas.

## Description
Il s'agit de peindre à l'encre typographique ou à la peinture à l'huile, ou à la gouache, sur un support non poreux comme du verre, du métal ou du plexiglas.
La peinture est ensuite mise en contact avec un papier qui reçoit l'épreuve, puis pressée manuellement (par exemple avec un outil type petite cuillère) ou au moyen d'une presse.
On peut également enduire la totalité du support et appliquer la feuille de papier par-dessus. Puis, en exerçant une pression à certains endroits avec une pointe ou les doigts, on obtient différentes valeurs de noir et on peut ainsi réaliser un dessin plus précis, et donc différent de la méthode précédente.
Le support n'étant pas gravé, il peut resservir pour d'autres monotypes après nettoyage. Le monotype n'est pas une « gravure » au sens strict, mais une estampe (œuvre obtenue après un pressage manuel ou mécanique). Par abus de langage, le terme « gravure » est devenu un terme générique pour ce type d'œuvres, quelle que soit la technique utilisée.
Le monotype ne peut être numéroté car, comme son nom l'indique, son tirage est unique. Il arrive cependant que l'artiste tire une seconde épreuve, plus faible, avec le résidu d'encre demeurant sur la matrice. Il est également possible d'obtenir une contre-épreuve en pressant le tirage encore humide contre une feuille vierge.
Grâce à la simplicité de cette technique et au fait que le tirage, unique, soit exécuté directement par l'artiste, le caractère d'œuvre originale est accentué. De plus, l'artiste peut revenir sur les épreuves après tirage en les rehaussant de couleurs (encres, aquarelles, gouaches…).
Seule technique d'impression originaire d'Italie, le monotype fut inventé par Giovanni Benedetto Castiglione vers 1648,.
Les impressionnistes, et ceux qui sont proches d'eux, sont nombreux à avoir utilisé cette technique : Camille Pissarro (Baigneuse s'essuyant), Jean-Louis Forain (Étude de nu), Steinlen (Voyage de noce), Gauguin, Whistler, Toulouse-Lautrec, Combet-Descombes, Edgar Degas, etc. Ce dernier a produit de nombreux monotypes : il a contribué à diffuser cette technique qui sera particulièrement travaillée au XXe siècle par Henri Farge et François Heaulmé.
Considéré comme une discipline intermédiaire entre la gravure et la peinture, le monotype n'a jamais été reconnu à sa juste valeur dans le monde de l'art, souvent exclu des expositions.